# První vláda Šimona Perese
První vláda Šimona Perese byla sestavena Šimonem Peresem ze strany Ma'arach 13. září 1984 po červencových volbách. Vzhledem k tomu, že jak Ma'arach, tak Likud získaly po více než 40 křeslech, nemohla žádná ze stran vytvořit samostatnou koalici, a tak vznikla vláda národní jednoty spolu s Národní náboženskou stranou, Agudat Jisra'el, Šasem, Morašou, Šinuj a Omec, které dohromady obsadily 97 ze 120 křesel v Knesetu. Na protest proti spojenectví s Likudem se však Mapam od Ma'arach odtrhl, stejně jako Josi Sarid, který se přidal ke straně Rac.
Vláda byla nahrazena dvaadvacátou vládou 20. října 1986, kdy Jicchak Šamir nahradil Perese ve funkci předsedy vlády v souladu s dohodou mezi Ma'arach a Likudem. Dohoda vedla také k vytvoření funkce alternujícího předsedy vlády, který přebíral pravomoci předsedy vlády v případě, že nebyl schopen plnit své povinnosti. Místopředseda měl pouze symbolickou funkci. Do vlády byl rovněž navrácen post ministra policie.

## Členové vlády
| Vláda                                           | Vláda                                               | Vláda                     |
| Úřad                                            | Člen vlády                                          | Politická strana          |
| ----------------------------------------------- | --------------------------------------------------- | ------------------------- |
| Předseda vlády                                  | Šimon Peres                                         | Ma'arach                  |
| Úřadující předseda vlády (de facto alternující) | Jicchak Šamir                                       | Likud                     |
| Místopředseda vlády                             | David Levy                                          | Likud                     |
| Místopředseda vlády                             | Jicchak Navon                                       | Ma'arach                  |
| Ministr zemědělství                             | Arje Nechemkin                                      | Ma'arach                  |
| Ministr komunikací                              | Amnon Rubinstein                                    | Šinuj                     |
| Ministr obrany                                  | Jicchak Rabin                                       | Ma'arach                  |
| Ministr ekonomiky a plánování                   | Gad Ja'akobi                                        | Ma'arach                  |
| Ministr školství a kultury                      | Jicchak Navon                                       | Ma'arach                  |
| Ministr energetiky a infrastruktury             | Moše Šachal                                         | Ma'arach                  |
| Ministr financí                                 | Jicchak Moda'i (do 14. dubna 1986)                  | Likud                     |
| Ministr financí                                 | Moše Nisim (od 14. dubna 1986)                      | Likud                     |
| Ministr zahraničních věcí                       | Jicchak Šamir                                       | Likud                     |
| Ministr zdravotnictví                           | Mordechaj Gur                                       | Ma'arach                  |
| Ministr bydlení a výstavby                      | David Levy                                          | Likud                     |
| Ministr absorpce imigrantů                      | Ja'akov Cur                                         | Ma'arach                  |
| Ministr průmyslu a obchodu                      | Ariel Šaron                                         | Likud                     |
| Ministr vnitra                                  | Šimon Peres (do 24. prosince 1984)                  | Ma'arach                  |
| Ministr vnitra                                  | Jicchak Perec (od 24. prosince 1984)                | Šas                       |
| Ministr spravedlnosti                           | Moše Nisim (do 14. dubna 1986)                      | Likud                     |
| Ministr spravedlnosti                           | Jicchak Moda'i (16. duben 1986 - 23. červenec 1986) | Likud                     |
| Ministr spravedlnosti                           | Avraham Šarir (od 23. července 1986)                | Likud                     |
| Ministr práce a sociální péče                   | Moše Kacav                                          | Likud                     |
| Ministr policie                                 | Chajim Bar-Lev                                      | Ma'arach                  |
| Ministr náboženských věcí                       | Šimon Peres (do 23. prosince 1984)                  | Ma'arach                  |
| Ministr náboženských věcí                       | Josef Burg (23. prosinec 1984 - 5. říjen 1986)      | Národní náboženská strana |
| Ministr náboženských věcí                       | Zevulun Hammer (od 5. října 1986)                   | Národní náboženská strana |
| Ministr vědy a technologie                      | Gid'on Pat                                          | Likud                     |
| Ministr turismu                                 | Avraham Šarir                                       | Likud                     |
| Ministr dopravy                                 | Chajim Korfu                                        | Likud                     |
| Ministr bez portfeje                            | Jicchak Perec (do 18. prosince 1984)                | Šas                       |
| Ministr bez portfeje                            | Josef Burg (do 23. prosince 1984)                   | Národní náboženská strana |
| Ministr bez portfeje                            | Moše Arens                                          | Likud                     |
| Ministr bez portfeje                            | Jig'al Hurvic                                       | Omec                      |
| Ministr bez portfeje                            | Josef Šapira                                        | Nebyl členem Knesetu      |
| Ministr bez portfeje                            | Ezer Weizman                                        | Jachad, Ma'arach          |
| Náměstek ministra zemědělství                   | Avraham Kac-Oz                                      | Ma'arach                  |
| Náměstek ministra obrany                        | Micha'el Dekel (od 3. prosince 1985)                | Likud                     |
| Náměstek ministra financí                       | Adi'el Amora'i                                      | Ma'arach                  |
| Náměstek ministr zahraničních věcí              | Roni Milo                                           | Likud                     |
| Náměstek ministra zdravotnictví                 | Šošana Arbeli-Almozlino                             | Ma'arach                  |
| Náměstek ministra práce a sociální péče         | Menachem Poruš (do 2. prosince 1985)                | Agudat Jisra'el           |
| Náměstek ministra práce a sociální péče         | Refa'el Pinchasi (od 2. prosince 1985)              | Šas                       |